# 除細動
除細動（じょさいどう、英: Defibrillation）は、不整脈に対しての治療の一つで、電気的な刺激や薬物等の外力によって異常な電気信号経路を遮断し、正常の電気信号経路への改善を促す方法。

電気的除細動器

## 適応
心室頻拍（VT）や心室細動（VF）等の重篤な不整脈に対し行われる。その他にも心房細動（AF）・心房粗動（AFL）等にも施行される。
また、よく誤解されている場合が多いが心静止（asystole）の場合には効果はなく適応はない。

## 電気的除細動

### 効果
主に心室細動や無脈性心室頻拍が適応となる。心臓に通電することで脱分極（膜電位が浅くなる）や過分極（膜電位が深くなる）を惹起し、細動や頻拍における異常な興奮波の旋回をすべて停止させ、新たな興奮旋回を生じさせないことで除細動ないしカルディオバージョンに成功する。その後、正常な興奮伝導が再開し、機械的な収縮が再開することを期待し蘇生に導く。そのため、異常な興奮旋回が関与していない心静止や、興奮伝導があっても機械的に収縮していない無脈性電気活動に対しては効果がなく、むしろ胸骨圧迫を中断することで蘇生率の減少に繋がる。

### 歴史
1899年にジュネーヴ大学のPrevostとBatelliによって、犬の心室細動に電気的ショックを与えることで心室細動が停止することが報告された。1947年には、ケースウエスタンリザーブ大学のクロード・ ベック教授によって人体へ初めて使用され、現在のモデルの原型が出来ている。

### 種類
- 除細動器（Defibrillator）
- 植込み型除細動器（ICD：Implantable Cardioverter Defibrillator）
- 自動体外式除細動器（AED：Automated External Defibrillator）

電気ショック波形が単相性よりも二相性の除細動器のほうが1回で除細動される率が高いので、現在では二相性の販売が主流である。二相性は少ないエネルギーで除細動することができるとされている。

## 新しい電気的除細動方法
従来の二相性の除細動では8 - 12ミリ秒の間生体に通電する。
しかしながら、近年では、nsPEF(Nanosecond Pulsed Electric Field:ナノ秒パルス電場)の登場によりこれを利用したより短い通電による除細動方法が発明された。
この方法は、従来のように膜電位の充電に因る脱分極、過分極を利用するものではなく、印加された後の数ナノ秒間のごく短い時間の変位電流に基づくものであり原理が全く異なる。
この方法は、従来よりも一桁小さいエネルギーで、より高い効果を、合併症を抑えつつ実現できるとして研究が行われ、2016年特許が出願されている。

## 薬理学的除細動
基本的に抗不整脈薬のうちIa、Ib群やIII群が使用される。

### 種類
主に以下が用いられる。
- リドカイン
- アミオダロン